# Carrara
Carrara är en stad och en kommun i provinsen Massa-Carrara i Toscana, Italien. Staden ligger vid floden Carrione vid foten av Apuanebergen och omkring 100 km väst-nordväst från Florens. Kommunen hade 62 285 invånare (2018) och gränsar till kommunerna Fivizzano, Fosdinovo, Massa, Castelnuovo Magra, Ortonovo och Sarzana.
Staden har ett världsberömt marmorbrott med ren, vit marmor. Den lokala marmorn, Carraramarmor, exporteras över hela världen.
Italiens och Juventus mångåriga fotbollsmålvakt Gianluigi Buffon kommer från Carrara, samt San Remo-festivalen 2017 års vinnare, artisten och låtskrivaren Francesco Gabbani.

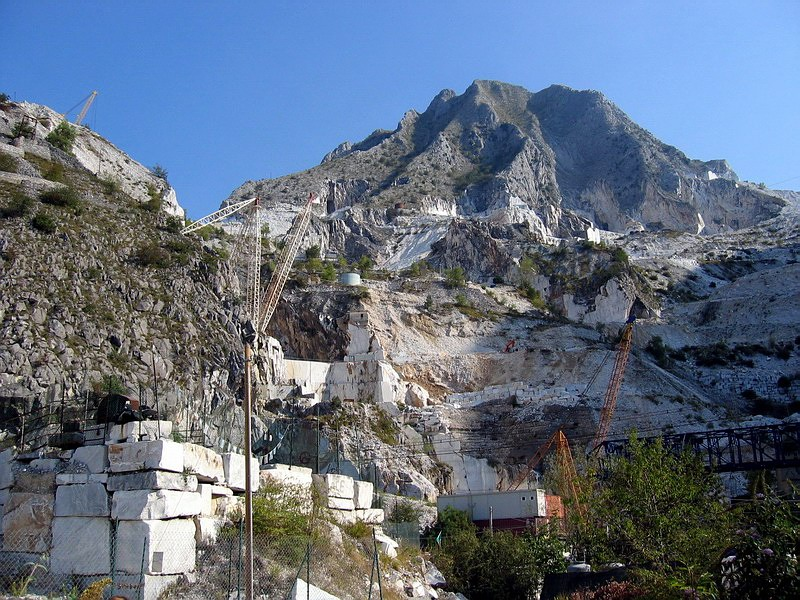
Marmorbrott